# Lervik
Lervik est une ville de la municipalité de Fredrikstad , dans le comté d'Østfold, en Norvège.

## Description
Lervik est situé au sud de l'embouchure du Krokstadfjord, un bras de l'Oslofjord. C'est un lieu de villégiature appréciée de la population d'Oslo et de Bærum. Le village de Engelsviken s'est aussi agrandie avec la construction de lotissements et est intégrée depuis à Lervik.